# Karl Lindqvist
Karl Alfred Lindqvist, född den 6 februari 1895 i Örebro, död den 8 juni 1963 i Näsbypark, var en svensk militär.
Lindqvist blev fänrik vid Västmanlands regemente 1916, löjtnant där 1919, vid Södermanlands regemente 1928, kapten där 1931 och vid generalstabskåren 1936. Han var biträdande militärattaché i London 1931–1932, stabschef vid militärbefälsstaben på Gotland 1934–1936, vid kommendantstaben i Boden 1936–1937 samt militärattaché i Riga, Tallinn och Kaunas 1937–1940. Lindqvist blev major vid Norrbottens regemente 1937, vid Livgrenadjärregementet 1940, överstelöjtnant vid Skaraborgs regemente 1941, vid Livgrenadjärregementet 1942, infanteribefälhavare vid Stockholms kustartilleriförsvar 1943 och överste 1945. Han var befälhavare för Karlstads försvarsområde 1945–1955 och övergick till reserven sistnämnda år. Lindqvist blev riddare av Svärdsorden 1937 och kommendör av andra klassen av samma orden 1950.